# Kangasniemi
Kangasniemi is een gemeente in de Finse provincie Oost-Finland en in de Finse regio Zuid-Savo. De gemeente heeft een landoppervlakte van 1.068,89 km² en telt 5.154 inwoners (2022).

## Geboren
- Virpi Kuitunen (20 mei 1976), langlaufster